# Plus Minus
Plus Minus – magazyn ekonomiczny, nadawany na antenach TVP1, TVP3 i TVP Info w latach 2001–2008, 2009–2010 i 2013.
Plus Minus nadawany był na żywo od 2 października 2001 do września 2006 na antenie TVP1. Jesienią 2006 autora i głównego prowadzącego program – Tadeusza Mosza, zastąpił Dariusz Łukawski, a magazyn przeniesiono do TVP3 (od października 2007 przekształconego w TVP Info). Od jesieni 2007 do jesieni 2008 TVP Info emitowało tylko „Plus Minus notowania” o godz. 17.15. Program prowadzili również Agata Konarska i Agnieszka Witkowicz. Od marca 2009 prowadzącym ponownie został Tadeusz Mosz obok Dariusza Łukawskiego. Program był nadawany od poniedziałku do piątku o godz. 19.35 na antenie TVP Info, do końca 2010, nadawany był od wtorku do piątku o 23.15.
Program ten trwał w przybliżeniu 15 minut. Ponadto w niedziele o godz. 15.00 emitowany był program „Plus Minus – To mnie dziwi”, komentujący absurdalne sytuacje z kraju i ze świata.
Od 30 grudnia 2010 do 4 września 2013 program nie był emitowany, choć miał powrócić na antenę od 28 lutego 2011 o godz. 20.00. Plus Minus powrócił na antenę TVP Info 5 września 2013 i został z niej zdjęty po niecałych 4 miesiącach. Ostatnie wydanie zostało wyemitowane 19 grudnia 2013. Prowadził je Piotr Chęciński, który w wydaniach z 2013 niekiedy zastępował Tadeusza Mosza.

## Treść programu
- Najnowsze wydarzenia gospodarcze z kraju i zagranicy.
- Sytuacja na giełdach, w bankach, funduszach inwestycyjnych i emerytalnych.
- Komentarze: Kto zyskuje, a kto traci? Jakie są konsekwencje wydarzeń i decyzji gospodarczych dla państwa i obywatela?
- Prognozy walutowe i giełdowe: Czy waluty powinny tanieć, czy drożeć? Czy na giełdzie będzie hossa, czy bessa?
- „To mnie dziwi” – absurdy przedstawiane przez gości programu.
- W każdym programie goszczą ekonomiści, analitycy i niezależni eksperci.